# 有田湯浅警察署
有田湯浅警察署（ありだゆあさけいさつしょ）は、和歌山県警察が管轄している警察署の一つである。
識別章所属表示はWA。統合前の湯浅警察署の庁舎を使用している。
また、有田市内に有田湯浅警察署有田分庁舎（ありだゆあさけいさつしょ ありだぶんちょうしゃ）が存在する。

## 管轄区域
- 有田郡湯浅町、広川町、有田川町（旧吉備町・金屋町・清水町）、有田市

## 沿革
- 2022年4月1日：湯浅警察署と有田警察署が統合し、有田湯浅警察署が発足。それに伴い、有田警察署の庁舎を有田湯浅警察署有田分庁舎と改称[1]。

## 組織
- 警務課
- 会計課
- 生活安全刑事課
- 地域課
- 交通課
- 警備課

## 分庁舎
（ ）の中は所在地

### 有田市
- 有田分庁舎（有田市宮崎町265番地）

## 交番
（ ）の中は所在地

### 有田市
- 箕島駅前交番（有田市箕島887番地の６）
- 糸我交番（有田市糸我町中番294番地4）

### 湯浅町
- 湯浅駅前交番（有田郡湯浅町大字湯浅1052番地4）

### 有田川町
- 吉備交番（有田郡有田川町大字天満684番地13）

- 金屋交番（有田郡有田川町金屋）

## 警察官駐在所
（ ）の中は所在地

### 有田市
- 初島警察官駐在所（有田市初島町浜1000番地の6）
- 辰ヶ浜警察官駐在所（有田市宮崎町2343番地の82）

### 広川町
- 広警察官駐在所（有田郡広川町大字広1480番地）
- 上中野警察官駐在所（有田郡広川町大字上中野997番地1）

### 有田川町
- 長田警察官駐在所（有田郡有田川町大字長田531番地）
- 吉田警察官駐在所（有田郡有田川町大字小川815番地4）
- 粟生警察官駐在所（有田郡有田川町大字粟生206番地）
- 二川警察官駐在所（有田郡有田川町大字二川801番地5）
- 清水警察官駐在所（有田郡有田川町大字清水297番地3）